# Fédération italienne d'escrime
La Fédération italienne d’escrime (en italien Federazione Italiana Scherma, FIS) est l’organisme chargé d’organiser la pratique de l’escrime en Italie. La fédération, créée en 1909, est affiliée au Comité national olympique italien, le CONI, et à la Fédération internationale d'escrime (FIE).
La FIS organise les Championnats d'Italie d'escrime.

## Histoire
L’escrime italienne a eu rôle-clé dans la création de l'escrime sportive. C'est à la fin du XIXe siècle que l'escrime devient une activité sportive organisée en Italie, avec notamment en 1861, la création d'une Accademia nazionale di scherma à Naples. Il faut néanmoins attendre le début du XXe siècle pour voir une organisation nationale se mettre en place. En 1901, un groupe d'escrimeurs dits amateurs s'organise à l'Accademia nazionale de Naples sous l'impulsion du député Enrico Arlotta (it), avec le siège de l'association prévu à Rome, puis une tentative avortée d'une structure nationale à Pavie en 1903, mais le projet d'une fédération nationale ne se réalise qu'en 1909 sous le nom de « Federazione Schermistica Italiana ». Elle est l’œuvre du capitaine Augusto Ciacci et du sénateur Luigi Lucchini. C'est le comte Ezio Ravascheri qui en dirige la commission chargée de rédiger son statut et en devient le premier président. Toutefois, les premiers championnats nationaux amateurs sont organisés dès 1901 et, en 1906, les premiers championnats nationaux proprement dits. La Fédération fait partie des membres fondateurs de la Fédération internationale d'escrime à Paris en 1913. En 1923, la fédération change de nom en « Confederazione Italiana di Scherma », pour reprendre son nom actuel de « Federazione Italiana Scherma » (FIS, Federscherma) en 1933.
L’Italie devient dans les années 1920 une des deux escrimes les plus puissantes d’Europe avec les titres olympiques des frères Nadi, Aldo et Nedo.
Depuis sa création, la FIS (et ses tireurs) ont remporté 125 médailles olympiques, ce qui en fait le sport italien le plus titré.

## Les Présidents

### Présidents de laFédération italienne d'escrimede1909à1923
- 1909-1914 comte Ezio Ravascheri
- 1914-1918 Edoardo Negri De Salvi
- 1918-1919 Ernesto Bertinatti
- 1919-1923 On. Carlo Montù

### Présidents de laConfédération italienne d'escrimede1923à1933
- 1924-1925 Alfredo Rocco
- 1926-1933 On. Giuseppe Mazzini

### Présidents de laFédération italienne d'escrimede1933à aujourd'hui
- 1933-1936 On. Giuseppe Mazzini
- 1936-1940 Nedo Nadi
- 1940-1943 Giulio Basletta
- 1943 Giulio Basletta (Commissaire du CONI)
- 1944 Umberto De Martino
- 1944-1946 Comité de gestion nommé par le CONI : Mario Torti, Renzo Nostini, Andrea Marrazzi
- 1947 Carlo Anselmi
- 1952-1959 Nino Bertolaia
- 1959-1960 Comité de gestion nommé par le CONI : Gastone Darè, Edoardo Mangiarotti, Renzo Nostini
- 1961-1993 Renzo Nostini
- 1993-1994 Onorato Sepe (Commissaire du CONI)
- 1994-2005 Antonio Di Blasi
- 2005 Giorgio Scarso

## Secrétariat général
- 1909-1914 Augusto Ciacci
- 1914-1918 Augusto Ciacci
- 1918-1924 Ercole Morelli
- 1924-1926 Franco Faraci Del Prato
- 1926-1935 Franco Faraci Del Prato
- 1940-1943 Dino Rastelli
- 1944 Vito Resse
- 1944-1945 Dino Rastelli
- 1947-1964 Alfredo Pezzana
- 1965-1992 Aldo Stefanini
- 1992-1999 Giancarlo Guerrini
- 1999-2003 Michele Maffei
- 2003-2005 Gianfranco Carabelli
- 2005 - Salvatore Ottaviano